# Ozjorsk
Ozjorsk (russisk: Озёрск; tr. Ozjorsk), indtil 1938 kendt som Darkehmen (tysk: Darkehmen; polsk: Darkiejmy; litauisk: Darkiemis) og fra 1938 til 1946 kendt som Angerapp, er en by i Rusland. Byen ligger i Kaliningrad oblast, der er en russisk eksklave mellem Polen og Litauen.
Ozjorsk ligger ved floden Angrapa ca. 120 kilometer sydøst for byen Kaliningrad tæt på grænsen til Polen. Byen har et indbyggertal på 4.321 (2023) indbyggere. Den blev nævnt første gang i  og fik bystatus i 1724. Den er hovedby i Ozjorsk rajon i Kaliningrad oblast.